# Little Rock Nine

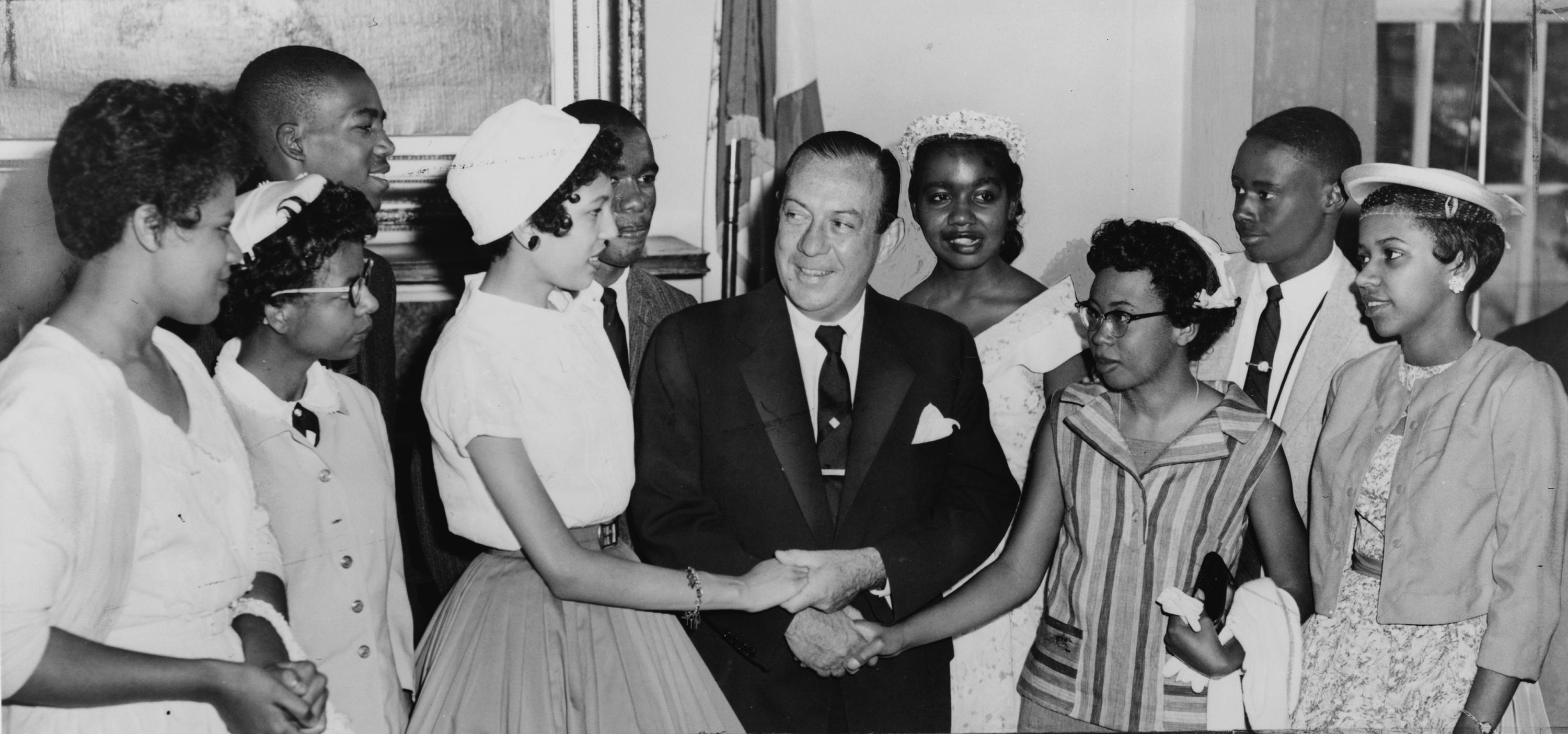
Il sindaco di New York Robert Wagner saluta gli adolescenti dei Little Rock Nine. Prima fila, da sinistra a destra: Minnijean Brown, Elizabeth Eckford, Carlotta Walls, il sindaco Robert Wagner, Thelma Mothershed, Gloria Ray Karlmark; seconda fila, da sinistra a destra: Terrence Roberts, Ernest Green, Melba Pattilo, Jefferson Thomas.

I Little Rock Nine furono un gruppo di nove studenti afroamericani iscritti alla Little Rock Central High School a Little Rock, Arkansas, nel 1957. Destarono scalpore nella comunità locale ed in tutti gli Stati Uniti a causa della segregazione razziale che all'epoca vigeva nel Sud. La loro accettazione fu seguita dalla nota Little Rock Crisis ("Crisi di Little Rock") per la quale i nove ragazzi inizialmente non riuscivano ad entrare nell'istituto per motivi di discriminazione e perché non ricevettero l'approvazione dell'allora governatore dell'Arkansas, Orval Faubus. Per poter frequentare il liceo, i nove ragazzi dovettero attendere l'intervento del presidente Dwight Eisenhower.
Con lo storico caso giudiziario denominato Brown v. Board of Education, del 17 maggio 1954, la Corte Suprema aveva dichiarato incostituzionali le leggi di segregazione nelle scuole ed aveva ordinato l'immediata cessazione di tale discriminazione in qualsiasi istituto, di ogni tipo e grado, nei cinquanta stati. Dopo la sentenza, la National Association for the Advancement of Colored People (in breve NAACP) tentò di iscrivere studenti di colore in scuole del Sud prima riservate ai bianchi. A Little Rock l'evento destò particolarmente scalpore. La città capitale dell'Arkansas, infatti, si oppose alla decisione della Corte Suprema. Virgil Blossom, il Sovrintendente per le Scuole, inviò un piano di graduale integrazione al consiglio studentesco, il 24 maggio 1955. Il consiglio, alla fine, approvò all'unanimità. Il piano avrebbe dovuto prendere il via nell'autunno del 1957, a cominciare da settembre.
Fu dunque allora che i nove ragazzi, poi ribattezzati dalla stampa e dai vari media Little Rock Nine (nine in inglese significa "nove"), furono ammessi alla scuola superiore della città per i loro eccellenti voti e la frequenza nonché il comportamento adeguati. I nove ragazzi erano: Ernest Green, Elizabeth Eckford, Terrence Roberts, Minnijean Brown e Melba Pattillo Beals, nati nel 1941; Jefferson Thomas, Gloria Ray Karlmark e Carlotta Walls LaNier, nati nel 1942; Thelma Mothershed, del 1940. Di questi, Ernest Green fu il primo afroamericano a diplomarsi alla Little Rock Central High School.

## Il piano di Blossom

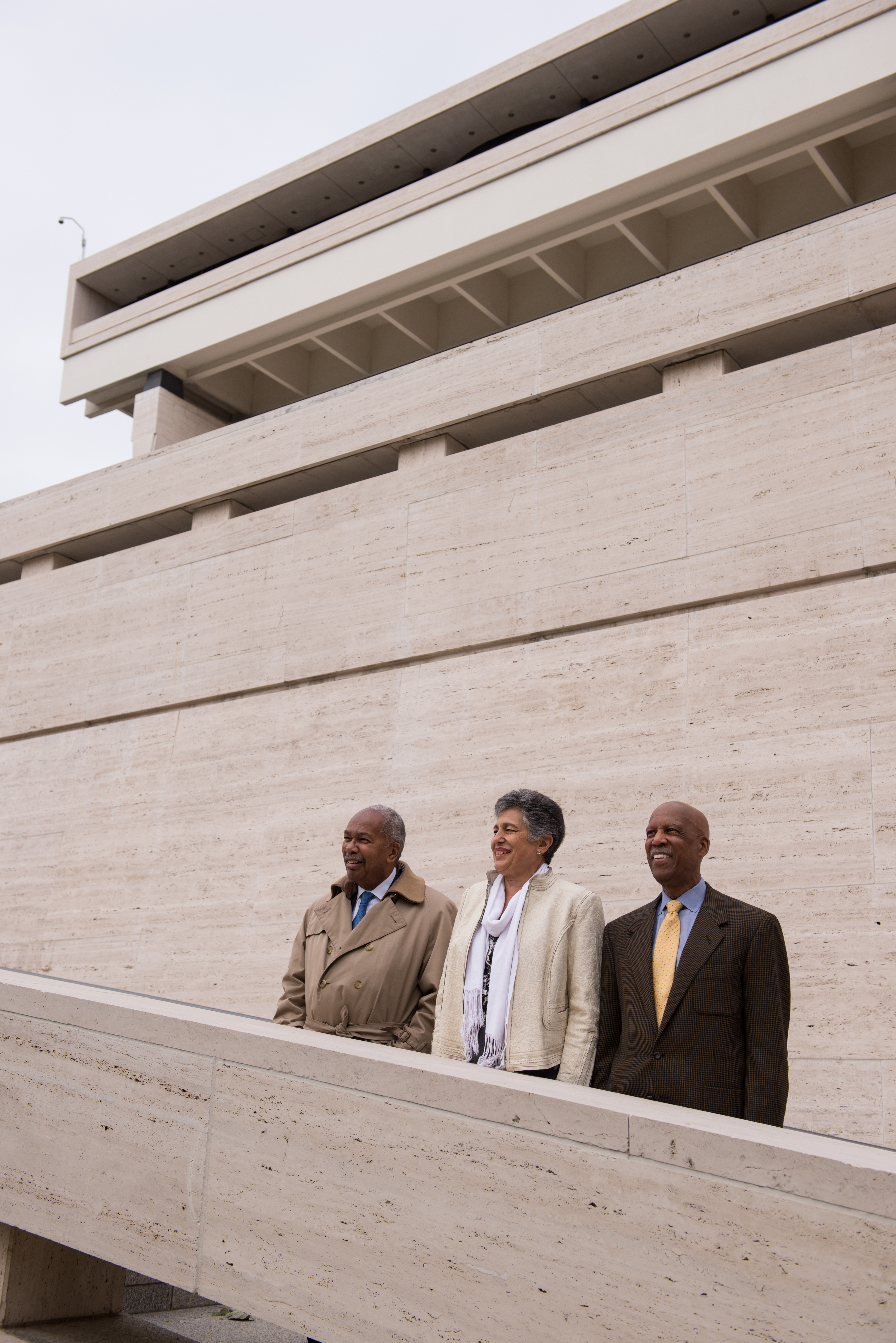
Tre membri dei Little Rock Nine (Ernest Green, Carlotta Walls LaNier e Terrence Roberts) si riuniscono sui gradini della Biblioteca Presidenziale nel 2014

Uno dei piani creati durante i tentativi di desegregare le scuole di Little Rock è stato quello del sovrintendente alla scuola Virgil Blossom. L'approccio iniziale proponeva un'integrazione notevole, che iniziasse rapidamente e si estendesse a tutti i gradi nel giro di molti anni. Questa proposta originaria è stata eliminata e sostituita con una che rispondeva più fedelmente a una serie di norme minime definite dal procuratore Richard B. McCulloch. Questo piano finale avrebbe avuto inizio nel settembre 1957 e avrebbe integrato una scuola superiore, la Little Rock Central. La seconda fase del piano si sarebbe svolta nel 1960 e avrebbe aperto alcune scuole secondarie ad alcuni bambini neri. La fase finale avrebbe comportato una limitata desegregazione delle scuole della città in un momento non specificato, possibilmente fino al 1963.
Il piano ha suscitato reazioni diverse da parte del gruppo NAACP di Little Rock. I militanti come i Bates si sono opposti al piano sostenendo che era "vago, indefinito, lento e indicativo di un'intenzione di bloccare ulteriormente l'integrazione pubblica". Nonostante questo punto di vista, la maggioranza ha accettato il piano; la maggior parte ha ritenuto che Blossom e il consiglio scolastico avrebbero avuto la possibilità di dimostrare che il piano era ragionevole e che la comunità bianca lo avrebbe accettato.
Questo punto di vista, tuttavia, è stato di breve durata. Sono state apportate modifiche al piano, le più dannose sono state un nuovo sistema di trasferimento che avrebbe permesso agli studenti di uscire dalla zona di frequenza a cui erano stati assegnati. Secondo il Blossom Plan, i distretti scolastici manipolati garantivano la maggioranza nera al Horace Mann High e la maggioranza bianca all Hall High. Questo significava che, anche se gli studenti neri vivevano più vicini alla Central, sarebbero stati collocati alla Horace Mann, confermando così l'intenzione del consiglio superiore di limitare l'impatto della desegregazione. Il piano modificato lasciava agli studenti bianchi la scelta di non frequentare la Horace Mann, ma non lasciava agli studenti neri la possibilità di frequentare Hall High. Questo nuovo Blossom Plan non si addiceva bene al NAACP e dopo aver fallito le trattative con il consiglio scolastico; il NAACP ha intentato una causa l'8 febbraio 1956.
Questa causa, insieme ad una serie di altri fattori, ha contribuito alla crisi della Little Rock School del 1957.

## Il blocco della Guardia Nazionale
Diversi comitati segregazionisti minacciarono di protestare contro la Central High e impedirono fisicamente agli studenti neri di entrare nella scuola. Il governatore Orval Faubus schierò la Guardia Nazionale dell'Arkansas a sostegno dei segregazionisti il 4 settembre 1957. La vista di una linea di soldati che bloccava gli studenti è balzata agli onori della cronaca nazionale e ha polarizzato la nazione. Per quanto riguarda la massa che accompagnava, uno dei nove studenti, Elizabeth Eckford, ha ricordato:
((EN) Herb Boyd, Little Rock Nine paved the way, su connection.ebscohost.com, New York Amsterdam News, settembre 2007. URL consultato il 15 aprile 2018.)
Il 9 settembre, il distretto scolastico di Little Rock ha emesso una dichiarazione di condanna per il dispiegamento del governatore di soldati nella scuola, e ha chiesto un sostegno di preghiera a livello cittadino il 12 settembre. Persino il presidente Dwight Eisenhower ha tentato di allentare la tensione convocando Faubus per un incontro, ammonendolo a non sfidare la sentenza della Corte suprema.

## Scorta armata

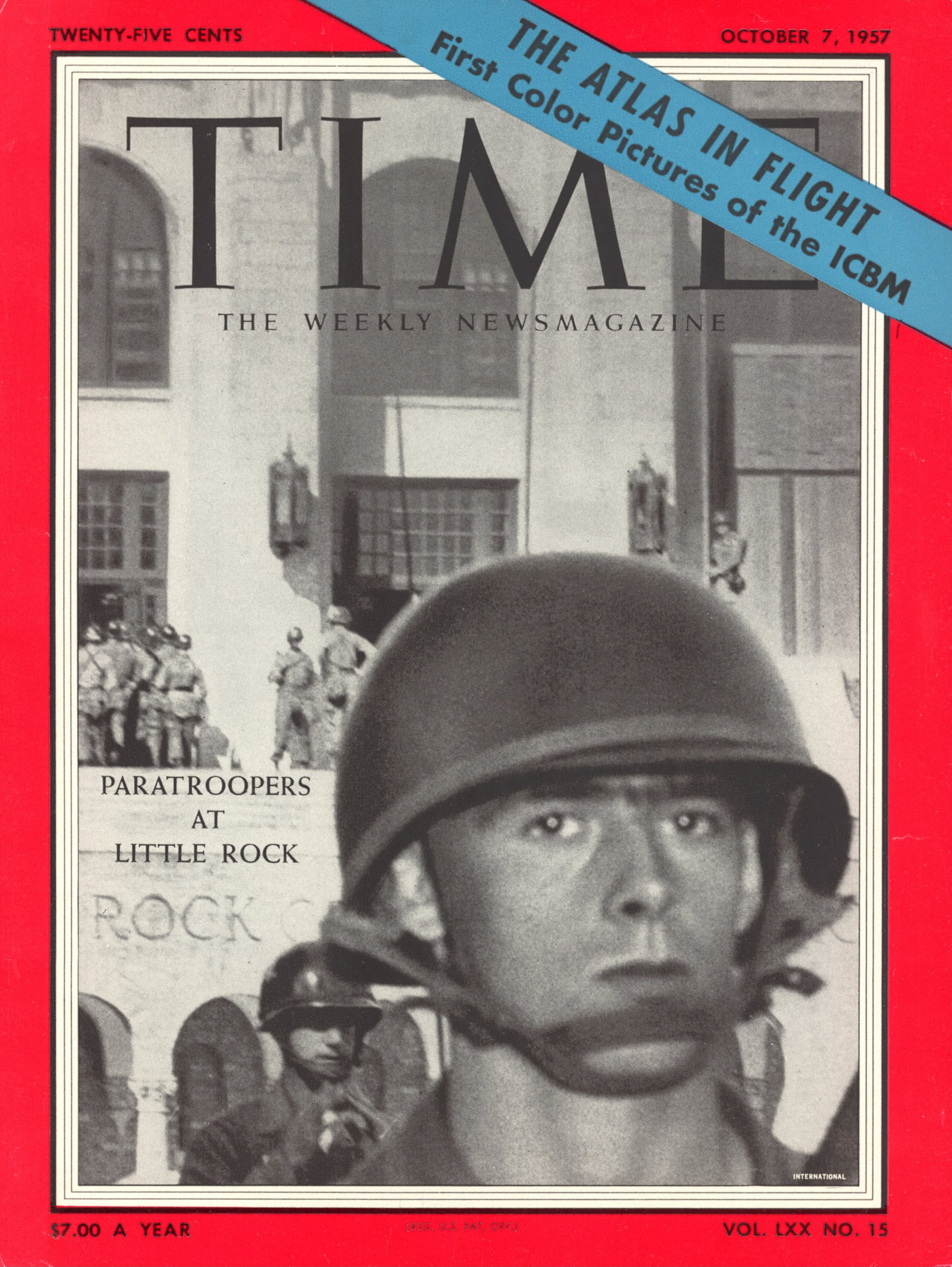
Giovane paracadutista dell'esercito americano in equipaggiamento da combattimento fuori dalla Central High School, sulla copertina della rivista Time (7 ottobre 1957)

Woodrow Wilson Mann, il sindaco di Little Rock, ha chiesto al presidente Eisenhower di inviare truppe federali per far rispettare l'integrazione e proteggere i nove studenti. Il 24 settembre, il Presidente inviò la 101st Airborne Division dell'esercito degli Stati Uniti a Little Rock e federalizzò tutti i 10.000 membri della Guardia Nazionale dell'Arkansas, togliendola dal controllo di Faubus.

## Un anno di tensione
Alla fine del settembre 1957, i nove furono ammessi alla Little Rock Central High sotto la protezione della 101st Airborne Division (e più tardi della Guardia Nazionale dell'Arkansas), ma furono ancora sottoposti a un anno di abusi fisici e verbali (essere spiati e chiamati con nomignoli) da molti degli studenti bianchi. A Melba Pattillo venne gettato l'acido negli occhi e ricordava nel suo libro, Warriors Don't Cry, un incidente in cui un gruppo di ragazze bianche la intrappolò in una cabina del bagno e cercò di bruciarla facendole cadere dall'alto pezzi di carta fiammeggiante. Un'altra studente, Minnijean Brown, è stata vittima di scontri verbali e di abusi. Disse:
( Minnijean Brown e J. Robert Moskin, One Girl's Little Rock Story, in Look, 24 giugno 1985.)
Minnijean Brown è stata anche maltrattata dai membri di un gruppo di studenti maschi bianchi nel dicembre 1957 nella mensa della scuola durante il pranzo. Ha gettato il suo pranzo, una ciotola di peperoncino, sui ragazzi ed è stata sospesa per sei giorni. Due mesi dopo, dopo un ulteriore scontro, Brown è stata sospesa per il resto dell'anno scolastico. Si è trasferita al liceo New Lincoln di New York City. Come descritto nel 1981 nel docudramma fatto per la TV Crisis at Central High, e come accennato da Melba Pattillo Beals in Warriors Don't Cry, gli studenti bianchi venivano puniti solo quando la loro offesa era "sia atroce che testimoniata da un adulto". Il dramma era basato su un libro di Elizabeth Huckaby, un vicepreside durante la crisi.

## "L'anno perduto"
Nell'estate del 1958, mentre l'anno scolastico stava volgendo al termine, Faubus decise di presentare una petizione alla Corte Federale Distrettuale al fine di rinviare la desegregazione delle scuole pubbliche superiori a Little Rock. Nel caso Cooper contro Aaron, il distretto scolastico di Little Rock, sotto la guida di Orval Faubus, lottò per un ritardo di due anni e mezzo sulla de-segregazione, il che avrebbe significato che gli studenti neri sarebbero stati ammessi nelle scuole superiori pubbliche solo nel gennaio 1961. Faubus ha sostenuto che se le scuole fossero rimaste integrate ci sarebbe stato un aumento della violenza. Tuttavia, nell'agosto 1958, i tribunali federali si pronunciarono contro il ritardo della de-segregazione, che indusse Faubus a convocare una sessione straordinaria del parlamento statale il 26 agosto per emanare i suoi disegni di legge sulla segregazione.
Rivendicando che Little Rock dovesse far valere i propri diritti e libertà contro la decisione federale, nel settembre 1958 Faubus firmò degli atti che consentirono a lui e al distretto scolastico di Little Rock di chiudere tutte le scuole pubbliche. Così, con la firma di questo disegno di legge, il lunedì 15 settembre Faubus ha ordinato la chiusura di tutte e quattro le scuole superiori pubbliche, impedendo sia agli studenti in bianco e nero di frequentare la scuola. Nonostante il decreto di Faubus, la popolazione della città ha avuto la possibilità di respingere il disegno di legge in quanto la legge di chiusura della scuola richiedeva un referendum. Il referendum, che avrebbe confermato o annullato la legge di Faubus, avrebbe dovuto svolgersi entro trenta giorni. Una settimana prima del referendum, che doveva svolgersi il 27 settembre, Faubus si è rivolto ai cittadini di Little Rock nel tentativo di ottenere il loro voto. Faubus ha esortato la popolazione a votare contro l'integrazione, poiché stava progettando di affittare gli edifici scolastici pubblici a scuole private e, così facendo, avrebbe istruito gli studenti bianchi e neri separatamente. Faubus è riuscito nel suo appello e ha vinto il referendum. Quest'anno è venuto ad essere conosciuto come "l'anno perduto".
La vittoria di Faubus portò ad una serie di conseguenze che colpirono la società di Little Rock. L'intenzione di Faubus di aprire scuole private è stata negata lo stesso giorno in cui si è svolto il referendum, che ha causato l'attacco di alcuni cittadini neri di Little Rock. La comunità nera è diventata un bersaglio di crimini motivati dall'odio, poiché la gente li ha accusati di aver chiuso le scuole. Daisy Bates, capo della sezione NAACP di Little Rock, è stata la vittima principale di questi crimini, oltre agli studenti neri iscritti alla Little Rock Central High School e alle loro famiglie.
Anche gli insegnanti della città si trovavano in una posizione difficile. Essi sono stati costretti a giurare fedeltà alle leggi di Faubus. Anche se l'idea di Faubus delle scuole private non si è mai concretizzata, gli insegnanti erano ancora tenuti a frequentare la scuola ogni giorno e a prepararsi per il ritorno dei loro studenti. Gli insegnanti erano completamente sotto il controllo di Faubus e i molti mesi in cui la scuola è rimasta vuota sono serviti solo come motivo di incertezza per il loro futuro professionale.
Nel maggio del 1959, dopo il licenziamento di quarantaquattro persone, fra insegnanti e personale amministrativo delle quattro scuole superiori, tre membri del consiglio di amministrazione segregazionisti sono stati sostituiti con tre moderati. I nuovi membri del Consiglio hanno reintegrato i quarantaquattro membri del personale nelle loro posizioni. Il nuovo consiglio di amministrazione iniziò allora un tentativo di riaprire le scuole, con grande sgomento di Faubus. Per evitare ulteriori problemi, l'apertura delle scuole superiori pubbliche era prevista per il 12 agosto 1959.
Anche se l'Anno Perduto era terminato, gli studenti neri che erano tornati alle scuole superiori non sono stati accolti dagli altri studenti. Piuttosto, gli studenti di colore hanno avuto difficoltà a superare le folle per entrare nella scuola e, una volta entrati, sono stati spesso soggetti ad abusi fisici ed emotivi. Gli studenti erano tornati a scuola e alla fine tutto avrebbe ripreso il normale funzionamento, ma l'anno perduto è stato un pretesto per un nuovo odio nei confronti degli studenti neri del liceo pubblico.

## Motivazioni
L'opposizione di Faubus alla desegregazione era probabilmente motivata sia da ragioni politiche che razziali. Sebbene Faubus avesse indicato che avrebbe preso in considerazione l'ipotesi di rendere l'Arkansas conforme alla decisione dell'Alta Corte nel 1956, alla desegregazione si opponeva il suo stesso Dixiecrats, che all'epoca dominava tutta la politica meridionale. Faubus avrebbe rischiato di perdere il sostegno politico per le primarie democratiche del 1958 per il governatore se avesse mostrato sostegno per l'integrazione.
La maggior parte delle cronache della crisi concludono che Faubus, affrontando la pressione per un terzo mandato, ha deciso di placare gli elementi razzisti nello stato chiamando la Guardia Nazionale per impedire agli studenti neri di entrare in nella Central High. L'ex giudice associato della Corte suprema dell'Arkansas James D. Johnson ha affermato di aver ingannato il governatore Faubus sulla necessità di chiamare la Guardia nazionale, presumibilmente per impedire a una folla bianca di fermare l'integrazione della Little Rock Central High School: "Non c'era nessuna folla. Ma lo abbiamo fatto credere a Orval. Abbiamo detto. Sono in fila. Stanno arrivando a frotte... L'unica arma che avevamo era quella di lasciare l'impressione che il cielo stesse per cadere". Più tardi sostenne che Faubus gli chiese di sollevare una folla per giustificare le sue azioni.
Harry Ashmore, il direttore della Arkansas Gazette, vinse un premio Pulitzer del 1958 per i suoi editoriali sulla crisi. Ashmore dipinse la lotta per la Central High come una crisi prodotta da Faubus; nella sua interpretazione, Faubus usò la Guardia Nazionale dell'Arkansas per tenere i bambini neri fuori dal Central High School perché era frustrato dal successo che i suoi oppositori politici stessero avendo nell'usare la retorica segregazionista per fomentare gli elettori bianchi.
Il membro del Congresso Brooks Hays, che cercò di mediare tra il governo federale e Faubus, fu poi sconfitto da un candidato all'ultimo minuto, Dale Alford, un membro del consiglio della Little Rock School che ebbe l'appoggio degli alleati di Faubus.
Qualche anno dopo, nonostante l'incidente con il "Little Rock Nine", Faubus corse come moderato segregazionista contro Dale Alford, che stava sfidando Faubus per la nomina democratica per il governatore nel 1962.

## Eredità

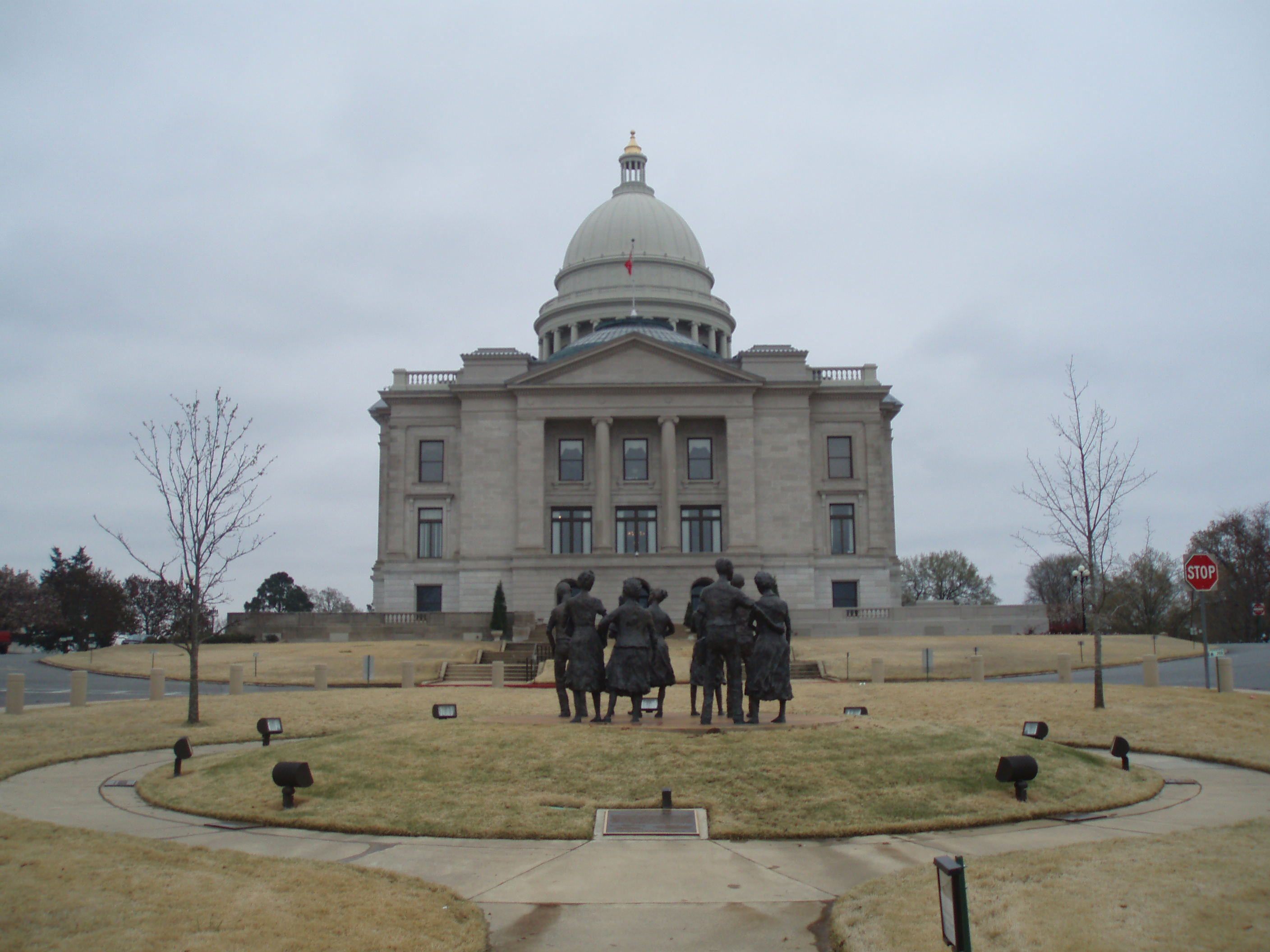
Memoriale al Campidoglio dell'Arkansas

- La Little Rock Central High School fa ancora parte del distretto scolastico di Little Rock ed è ora un sito storico nazionale che ospita un museo sui diritti civili, gestito in collaborazione con il National Park Service, per commemorare gli eventi del 1957.[21] La Daisy Bates House, sede di Daisy Bates, allora presidente del NAACP dell'Arkansas e un punto di riferimento per gli studenti, è stata designata del National Historic Landmark nel 2001 per il suo contributo alla vicenda.[22]
- Nel 1958 il poeta cubano Nicolás Guillén pubblicò Little Rock, una composizione bilingue in inglese e spagnolo che denunciava la segregazione razziale negli Stati Uniti d'America.[23]
- Melba Pattillo Beals ha scritto un libro di memorie intitolato Warriors Don't Cry, pubblicato a metà degli anni novanta.
- Due film per la televisione hanno descritto gli eventi della crisi: il film del 1981 della CBS Crisis at Central High e il film del 1993 di Disney Channel The Ernest Green Story.
- Nel 1996 sette dei Little Rock Nine comparvero al The Oprah Winfrey Show, confrontandosi faccia a faccia con alcuni degli studenti bianchi che li avevano tormentati e con uno che era stato loro amico.
- Il presidente Bill Clinton ha onorato i Little Rock Nine nel novembre 1999 quando ha consegnato loro una medaglia d'oro del Congresso. La medaglia è il più alto riconoscimento civile conferito dal Congresso degli Stati Uniti d'America. Il premio viene assegnato a coloro che hanno fornito un servizio eccellente al paese. Per ricevere la medaglia d'oro del Congresso, i vincitori devono essere copatrocinati da due terzi sia della Camera dei rappresentanti degli Stati Uniti che del Senato degli Stati Uniti d'America.
- Nel 2007 la United States Mint ha messo a disposizione un commemorativo dollaro d'argento per "riconoscere e rendere omaggio alla forza, alla determinazione e al coraggio dimostrati dagli studenti delle scuole superiori afroamericane nell'autunno del 1957". Il dritto raffigura gli studenti accompagnati da un soldato, con nove stelle che simboleggiano i Little Rock Nine. Il rovescio raffigura un'immagine del liceo Little Rock Central, intorno al 1957. I proventi delle vendite di monete sono destinati a migliorare il sito storico nazionale.
- Il 9 dicembre 2008 i Little Rock Nine sono stati invitati a partecipare alla cerimonia di inaugurazione del presidente eletto Barack Obama, il primo afro-americano ad essere eletto presidente degli Stati Uniti.[24]
- Il 9 febbraio 2010 la Marquette University ha omaggiato il gruppo consegnando loro il Père Marquette Discovery Award, l'onorificenza più alta dell'università.

### Storiografia
- Michael Pierce, Historians of the Central High Crisis and Little Rock's Working-Class Whites: A Review Essay, in The Arkansas Historical Quarterly, vol. 70, n. 4, 2011,  pp. 468-483. URL consultato il 19 aprile 2018.

### Principali risorse
- Orval Eugene Faubus, Down From the Hills, Pioneer Press, 1980. autobiografia.